# Paróquia São Pedro (Pará de Minas)
A Paróquia São Pedro é uma circunscrição eclesiástica católica brasileira sediada no município de Pará de Minas, no interior do estado de Minas Gerais. Faz parte da Diocese de Divinópolis, estando situada na Forania Nossa Senhora da Piedade.
Foi criada em 19 de fevereiro de 1994 e sua sede corresponde à Igreja Matriz de São Pedro, situada no bairro São Pedro.